# جوي دنلوب
جوي دنلوب (بالإنجليزية: Joey Dunlop)‏ مواليد 25 فبراير 1952 في مقاطعة أنترم، أيرلندا الشمالية، المملكة المتحدة - الوفاة 2 يوليو 2000 في تالين، كان متسابق دراجات نارية بريطاني فاز بكأس جزيرة مان السياحية. نافس في سباقات بطولة العالم للسوبربايك. توفي إثر حادث تعرض له أثناء السباق.

## البطولات
- كأس جزيرة مان السياحية 1977
- كأس جزيرة مان السياحية 2000

## روابط خارجية
- جوي دنلوب على موقع MotoGP.com (الإنجليزية)
- جوي دنلوب على موقع WorldSBK.com (الإنجليزية)